# King Vidor

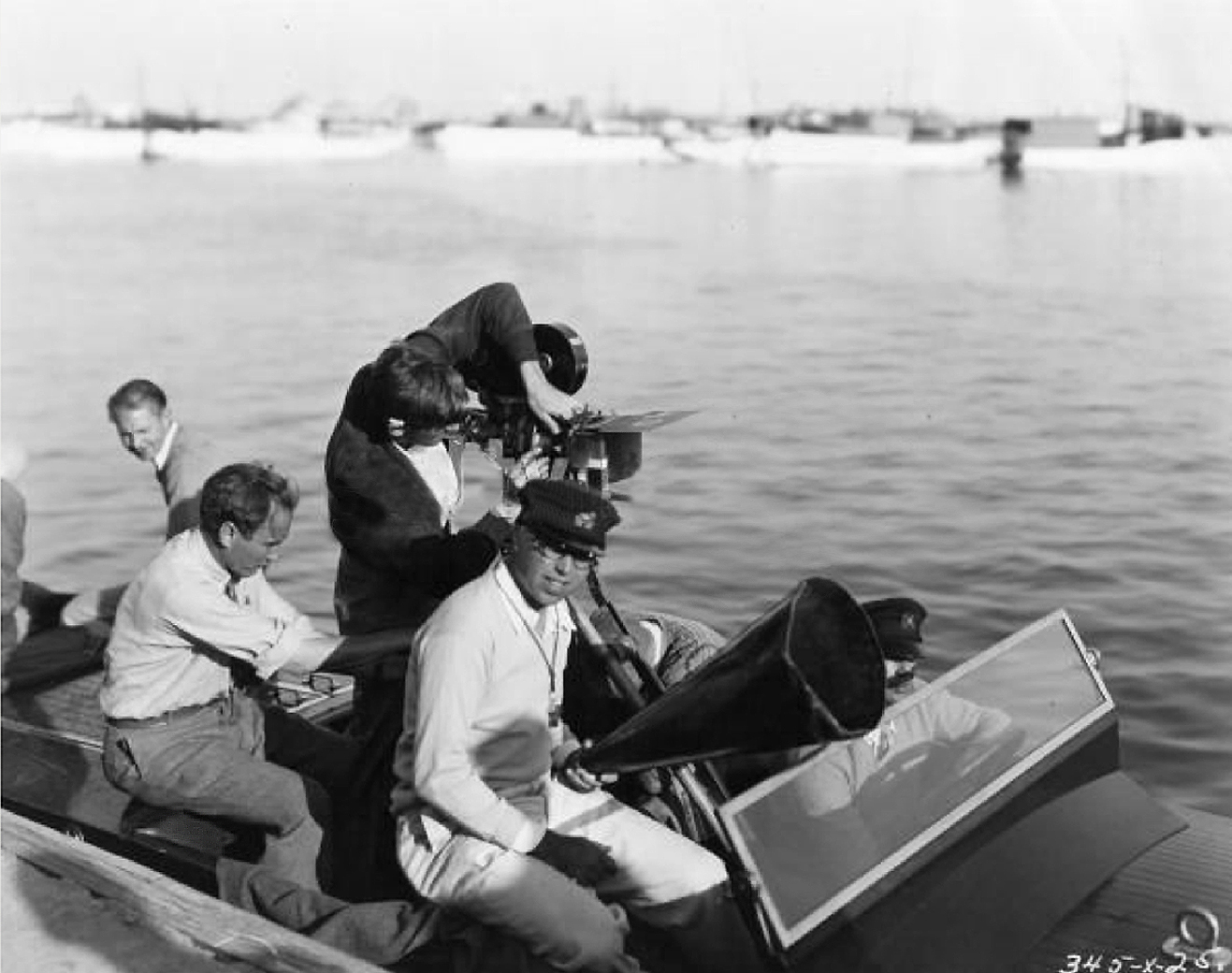
King Vidor (met megafoons) onder de ondertitels van The Patsy (1928).

King Wallis Vidor (Galveston, 8 februari 1894 – Paso Robles, 1 november 1982) was een Amerikaans filmregisseur.

## Levensloop
King Vidor werkte aanvankelijk als cameraman bij het bioscoopjournaal. Als regisseur brak hij door met de film The Big Parade (1926). Ook zijn volgende films The Crowd (1928) en Hallelujah (1929) getuigden van vakmanschap. Eerst produceerde hij zelf zijn films, maar later moest hij onder commerciële druk die onafhankelijke positie opgeven. Van zijn latere werk is vooral de film War and Peace (1956) van belang.
Vidor werd in zijn carrière vijf keer genomineerd voor de Oscar voor beste regie en kreeg in 1979 een ere-Oscar voor zijn gehele oeuvre.

## Filmografie
- 1913: Hurricane in Galveston
- 1913: The Grand Military Parade
- 1918: The Lost Lie
- 1918: Bud's Recruit
- 1918: The Chocolate of the Gang
- 1918: Tad's Swimming Hole
- 1918: The Accusing Toe
- 1918: I'm a Man
- 1919: The Turn in the Road
- 1919: Better Times
- 1919: The Other Half
- 1919: Poor Relations
- 1920: The Family Honor
- 1920: The Jack-Knife Man
- 1921: The Sky Pilot
- 1921: Love Never Dies
- 1922: The Real Adventure
- 1922: Dusk to Dawn
- 1922: Conquering the Woman
- 1922: Peg o' My Heart
- 1923: The Woman of Bronze
- 1923: Three Wise Fools
- 1924: Wild Oranges
- 1924: Happiness
- 1924: Wine of Youth
- 1924: His Hour
- 1924: The Wife of the Centaur
- 1925: Proud Flesh
- 1925: The Big Parade
- 1926: La Bohème
- 1926: Bardelys the Magnificent
- 1928: The Crowd
- 1928: The Patsy
- 1928: Show People
- 1929: Hallelujah
- 1930: Not So Dumb
- 1930: Billy the Kid
- 1931: Street Scene
- 1931: The Champ
- 1932: Bird of Paradise
- 1932: Cynara
- 1933: The Stranger's Return
- 1934: Our Daily Bread
- 1935: The Wedding Night
- 1935: So Red the Rose
- 1936: The Texas Rangers
- 1937: Stella Dallas
- 1938: The Citadel
- 1940: Northwest Passage
- 1940: Comrade X
- 1941: H.M. Pulham, Esq.
- 1944: An American Romance
- 1946: Duel in the Sun
- 1948: On Our Merry Way
- 1949: The Fountainhead
- 1949: Beyond the Forest
- 1951: Lightning Strikes Twice
- 1952: Japanese War Bride
- 1952: Ruby Gentry
- 1955: Man Without a Star
- 1956: War and Peace
- 1959: Solomon and Sheba